# 安第斯龍屬
安第斯龍屬（意為「安地斯山脈的蜥蜴」）是原始泰坦巨龍類恐龍的一個屬，生存於白堊紀的南美洲。牠有著小型頭部與長頸部，及長度相近的尾巴。就如牠的其他近親，安第斯龍是一種非常大型的蜥腳下目恐龍。

## 命名
在1991年，古生物學家Jorge Calvo及約瑟·波拿巴（Jose Bonaparte）命名了安第斯龍，意指化石是從接近安第斯山脈的地方被發現。安第斯龍屬的模式種德氏安第斯龙（A. delgadoi）則是以發現它的化石的亞历杭德羅·德尔加多（Alejandro Delgado）來命名。

## 化石及發現歷史
安第斯龍的唯一已知化石是一個部分骨骼，包含了一列的4節後段背椎，以及分為兩段的27節尾椎。中段尾椎的椎體延長。也有發現骨盆化石，例如坐骨、恥骨，以及肋骨碎片、不完整的肱骨及股骨。
這些化石都是發現於阿根廷內烏肯省內的內烏肯組最老的地層：Candeleros地層。這個地層是白堊紀的森諾曼階早期，約於1億到9700萬年前。這個地層的大部份都是網狀河沉積層，除了安第斯龍外，亦有發現其他恐龍，如鹫龙、南方巨獸龍及利邁河龍。

## 分類
安第斯龍有幾種原始的特徵，使得牠被認為是泰坦巨龍類的最原始物種。事實上，這個分支的定義包括了安第斯龍、薩爾塔龍、牠們的最近共同祖先、以及最近共同祖先的所有後代。最明顯的祖徵性是尾椎的關節。在大部份進階的泰坦巨龍類恐龍，尾椎關節是球窩關節，而關節窩在前方。但安第斯龍的尾椎兩面都是平的，就像其他的非泰坦巨龍類恐龍。安第斯龍本身只有一個特徵，就是在其脊椎上高的神經棘，而這個特徵還須更多的研究。
一些發現於阿根廷的其他原始泰坦巨龍類恐龍，包括阿根廷龍及普爾塔龍，都是蜥腳下目的巨型恐龍。而進階的泰坦巨龍類薩爾塔龍科，就包含了一些其他小型的蜥腳下目恐龍及薩爾塔龍本身。所以在泰坦巨龍類的原始物種最有可能是大型的恐龍。